# Ouragan de Floride de 1941
L'ouragan de Floride de 1941 était un cyclone tropical qui a touché les Bahamas, la Floride, et le sud-est des États-Unis en octobre 1941. La tempête était la cinquième connue de la saison 1941 d'Atlantique, elle a été observée pour la première au nord des îles Vierges, le 3 octobre. La tempête a poursuivi son trajet vers l'ouest à travers les Bahamas, atteignant des vitesses de 120 miles par heure (190 km/h). Mis au nord-est, elle a traversé la Géorgie et la Caroline du Sud avant d'entrer dans l'océan Atlantique le 8 octobre.
En prévision de la tempête, les préparatifs étaient considérables; de nombreux résidents ont barricadé maisons et entreprises, alors que les évacuations ont été recommandées dans certaines zones côtières. Dans les Bahamas, où les vents ont atteint 104 miles par heure (167 km/h) et où la tempête a tué trois personnes, la ville de Nassau a été frappée particulièrement. En Floride, les dommages furent relativement sévères, et ont causé la mort de plusieurs personnes. De forts vents ont brisé des arbres et des lignes électriques, mais la tempête a été caractérisée par des précipitations tout à fait inhabituelles. Dans la région des Everglades, une onde de tempête a inondé les rues locales. Comme la tempête avançait vers le nord, la ville de Tallahassee a subi des pannes d'électricité généralisées et des dommages collatéraux à de nombreux véhicules. Tout au long de l'État, l'ouragan a causé 675 000 $US de dommages de 1941. Le cyclone a plus tard tué une personne en Géorgie.

## Évolution météorologique
Le 3 octobre, les premiers signes d'un système tropical ont été observés à 480 km au nord des îles Vierges. Le lendemain, les observations de la matinée ont confirmé la présence d'un centre de circulation, et le 5 octobre la tempête passait près de Nassau. À l'époque, la tempête a été jugée comme un ouragan bel et bien développé. La plus basse pression barométrique enregistrée était de 964 mb  signalée sur l'île de Cat. La tempête s'est déplacée de l'ouest au nord-ouest et a atteint des vents de pointe avec des vitesses de 120 miles par heure (190 km/h) le 6 octobre. Le même jour, il a touché la terre à 13 miles (21 km) au sud de Miami, en Floride. Maintenant une petite taille, l'ouragan a traversé les Everglades. Le long de la rive sud du lac Okeechobee, les vents en rafales ont atteint 60 miles par heure (97 km/h) et la pression barométrique était tombée à 995 mb. 
La tempête est entrée dans le golfe du Mexique et a suivi en mer la côte ouest de la Floride. Elle est restée sur les eaux ouvertes jusqu'à ce que le lendemain, elle frappe Carrabelle avec une pression barométrique de 982 mb. Se dirigeant d'abord au nord et au nord-est, la tempête s'est déplacée au-delà de Tallahassee et est entrée en Géorgie. Elle s'est affaiblie au fur et à mesure qu'elle progressait à l'intérieur du continent et, après avoir traversé la Caroline du Sud, la tempête est réapparue dans l'océan Atlantique le 8 octobre ; et sur l'eau, la tempête s'est de nouveau intensifiée. Le cyclone a été suivi pendant plusieurs jours pendant qu'il se déplaçait vers le sud-est, passant au sud des Bermudes dans la nuit du 11 au 12 octobre. la tempête est devenue extra-tropicale le 13 octobre et finit par se dissiper le lendemain.

## Préparations
Pendant les jours avant l'arrivée de la tempête en Floride, le bureau a émis 40 avis météo liés aux cyclones tropicaux. Les préparations approfondies qui ont abouti à une faible perte de vie et des biens ont été attribués à des avertissements. Dans le sud de la Floride, les résidents sont montés à bord des foyers et des entreprises, et ont cherché un refuge dans les grandes structures. La plupart des personnes fuyant l'ouragan se sont réfugiées dans les bars et les chambres d'hôtel, tandis que certains résidents étaient assis dans les halls d'hôtel à écouter des émissions de radio. À Miami, les magasins vendirent divers éléments essentiels, y compris le pain et le beurre que les gens préparaient durant l'évacuation des habitants, et trois avions de la garde côtière ont atterri près de la côte de la Floride. le Civilian Conservation Corps a également évacué 150 de ses travailleurs de West Summerland Key à Key West.
Les sections locales de la Croix-Rouge américaines ont organisé des postes de premiers secours et des abris, le transport a été fourni à ceux qui n'ont pas pu atteindre les abris. En prévision de la tempête, Pan American World Airways a suspendu les vols au départ et à l'arrivée de Miami et les a redirigés vers La Havane, Cuba. La marine des États-Unis a également préparée ses bases dans les Keys de Floride pour l'arrivée de la tempête en obtenant des bateaux aux quais.